# Afromevesia congola
Afromevesia congola là một loài tò vò trong họ Ichneumonidae.